# Slavko Kalčić
Slavko Kalčić (Juršići, 4. travnja 1954. – Pula, 17. siječnja 2012.), hrvatski pjesnik, prozaik, prevoditelj i novinar te lokalni politički zastupnik.

## Životopis
Rođen je kao četvrto dijete u zvonarskoj obitelji svog užeg zavičaja. Osnovnu školu pohađao je u rodnom mjestu, a srednjoškolsku naobrazbu stekao je u Puli i Trstu. Radio je u pulskoj Općoj bolnici, a od 1991. do 1995. aktivan je u Hrvatskoj vojsci, sudionik Domovinskoga rata i časnik. Nakon rata, do umirovljenja 2006., bio je voditelj tehničke službe u Društvenom centru „Rojc" u Puli.
Osim u kulturi i književnosti, bio je i politički angažiran od početka 1990-ih, primjerice kao jedan od nekolicine izvornih osnivača IDS-a, neko vrijeme i urednik stranačkoga glasila „Istranova". Od 2001. do 2005. vijećnik je u Skupštini Istarske županije, izabran na listi Hrvatskoga bloka, a kasnije kao vijećnik ISDF-a. Vrativši se iz Trsta u Pulu, pridružuje se stvaraocima okupljenima oko profesorice Ljubice Ivezić, te se 1976. uključuje u rad Književnog kluba „Istarski borac" i njegova časopisa „Ibor", sve do sudskoga procesa i presude 1980. posljednjem uredništvu, u kojem je Kalčić bio članom od 1978., zatim ukinuća časopisa i kluba, te zabrane javnoga djelovanja tada mladim pulsko-istarskim autorima. U „Iboru" je objavljivao i pod pseudonimom Timotej Glorijan. Rane je radove tiskao i u pulskoj „Petici", te drugim publikacijama. Tijekom 1990-ih pokrenuo je i uređivao list „Ča" („prvi čakavski list pok 2000 lit - glas svih čakavci"). Pisao je na hrvatskome čakavskom narječju rodne Roverije, te na književnu standardu, uglavnom poeziju i prozu. Prevodio je s talijanskoga i slovenskog. Svojim je životnim djelom smatrao prepjeve na roversku čakavicu Danteove „Božanstvene komedije" (Bogodična komedija). Za života je uspio objaviti „Pakâ" (Pakao, 2010.) i „Čistilišče" (Čistilište, 2011.). Smrt ga je prekinula usred rada na prijevodu „Raja". Inače, mnoga su njegova jezična rješenja na čakavici slikovita, maštovita i jezikotvorna, pa su takva i najbolja mjesta autorove poetike. Od ostalih Kalčićevih djela izdvajamo: „Roverski listi" (1983.), „Nedohodi" (1998.), „Kruna kralja Epula" (2002.), „Dota" (2006.), „Ognjenica za černisu" (2006.), „Purpurna ruža" (2006.), „Svidok smrti" (2006.), „Avrilska roža" (2010.) i dr.  Zanimao se za narodni život i običaje istarskih Hrvata, o čemu je ostavio zanimljive napise. Bio je članom Istarskoga ogranka Društva hrvatskih književnika, sudjelovao u radu Čakavskoga sabora i njegovih katedri, Matice hrvatske, itd. Kalčić je uredio više knjiga, trudeći se neštedimice, osobito oko mladih i neafirmiranih autora.